# Carl Antoni Reina
Carl Antoni Reina byl italský barokní zedník a stavitel.

## Životopis
Pocházel z oblasti jezera Como v italské Lombardii. Na přelomu 17. a 18. století pracoval ve službách rodu Nostitzů v Rokytnici, kde se oženil s Barborou Michalitschke z Dolní Rokytnice. V matrikách je uváděn nejprve jako zedník a od roku 1709 jako stavitel.

## Dílo
V roce 1709 začal stavět kostel sv. Jana Nepomuckého ve Vrchní Orlici. Z roku 1718 je dochována smlouva na přestavbu jednoho křídla zámku v Rokytnici v Orlických horách. V letech 1718-1723 navrhl a provedl přestavbu a dostavbu augustiniánské kanonie ve Šternberku. Pro kostel v Sezemicích navrhl dvě alternativy úprav a rozšíření, které však nebyly realizovány a skromnější úprava proběhla v letech 1725-1726. V Klášterním Hradisku upravil starší projekt prelatury a stavbu provedl. Pravděpodobně je autorem projektu kaple sv. Štěpána.
V roce 1723 zahájil stavbu kostela v Neratově, při níž se inspiroval rozestavěným chrámem Alliprandiho v Litomyšli. Dokončení stavby se nedožil, na konci roku 1729 nebo na samém začátku roku 1730 se zranil a zemřel. Dědicem jeho řemesla byl druhý syn Frantz Anton Reina.

## Nejvýznamnější stavby
- Kostel Nanebevzetí Panny Marie (Neratov v Orlických horách)
- Kostel svatého Jana Nepomuckého (Vrchní Orlice)